# 21393 Каліджерінжер
21393 Каліджерінжер (21393 Kalygeringer) — астероїд головного поясу, відкритий 20 березня 1998 року.
Тіссеранів параметр щодо Юпітера — 3,509.